# Kaiser-Paradiesvogel
Der Kaiser-Paradiesvogel (Paradisaea guilielmi) ist eine Art aus der Gattung der Eigentlichen Paradiesvögel innerhalb der Familie der Paradiesvögel (Paradisaeidae). Er kommt nur in einem kleinen Gebiet im Nordosten Neuguineas vor. Er gehört zu den bislang wenig erforschten Paradiesvögeln. Sicher ist jedoch, dass die Männchen gemeinsam in einem Lek balzen. Die Weibchen ziehen den Nachwuchs alleine groß.
Die Art wird von der IUCN als potenziell gefährdet (near threatened) eingestuft. Es werden keine Unterarten unterschieden.

## Merkmale

### Körperbau und -maße
Der Kaiser-Paradiesvogel ist mit einer Körperlänge von bis zu 33 Zentimeter einer der mittelgroßen Paradiesvögel. Inklusive des stark verlängerten mittleren Steuerfederpaars erreichen die Männchen sogar im Durchschnitt eine Länge von 86 Zentimeter. Das übrige Schwanzgefieder misst 10,7 bis 12,1 Zentimeter, so dass das mittlere Steuerfederpaar, das 45,5 bis 69,3 Zentimeter lang ist, dieses deutlich überragt. Das Weibchen, das mit einer durchschnittlichen Körperlänge von 31 Zentimeter kleiner ist als das Männchen ist, hat ein Schwanzgefieder mit einer Länge von 10,1 bis 11,7 Zentimeter. Das mittlere Steuerfederpaar ist bei ihr nicht verlängert, sondern hat eine Länge von 9,5 bis 11,3 Zentimeter und ist damit geringfügig kürzer als das übrige Schwanzgefieder.
Der Schnabel ist bei den Männchen 3,7 bis 4,3 Zentimeter lang, bei den Weibchen ist der Schnabel mit 3,8 bis 4,2 Zentimeter fast gleich lang. Die Männchen wiegen zwischen 250 und 265 Gramm, die Weibchen sind mit 188 bis 250 Gramm etwas leichter.

### Männchen

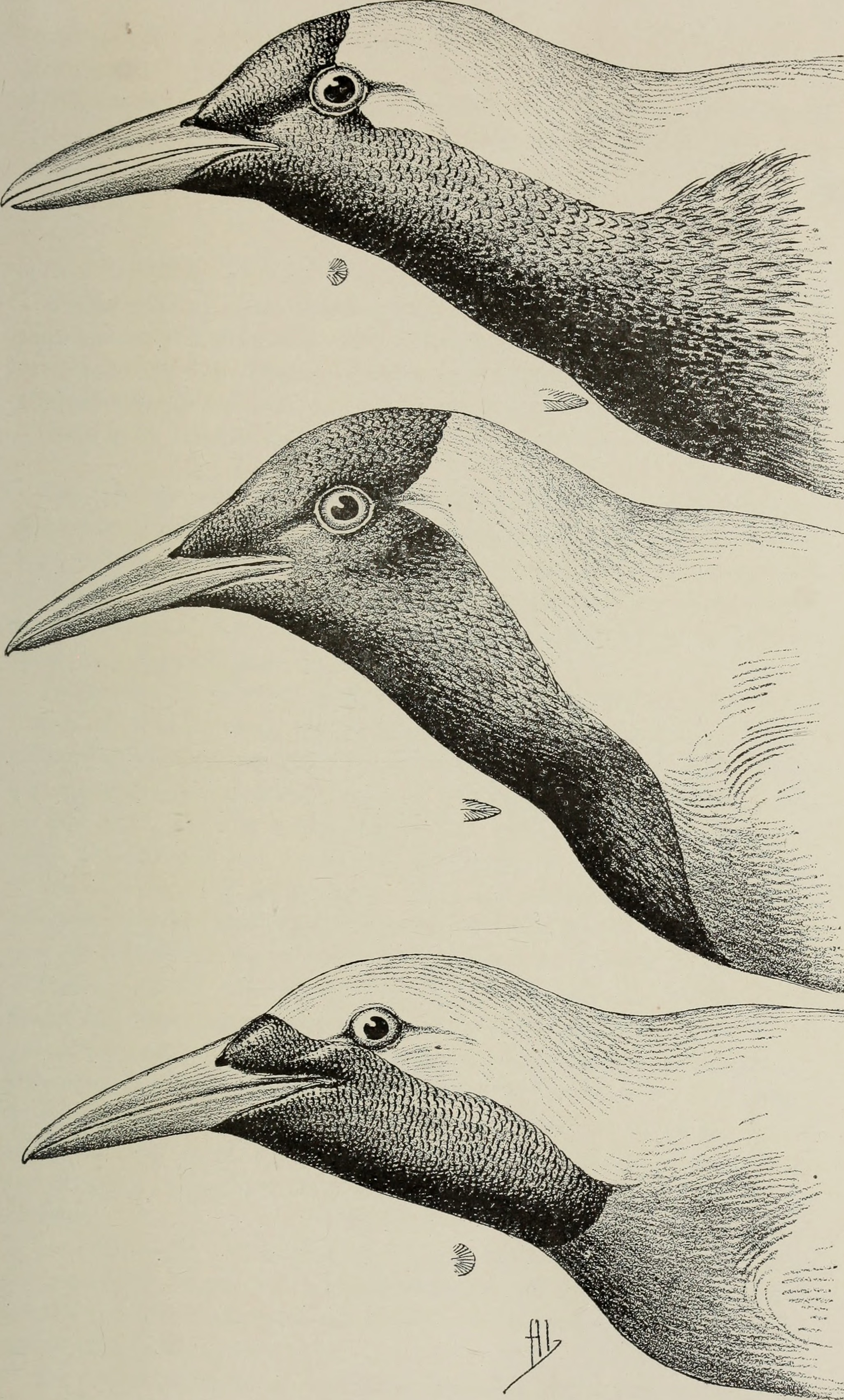
Das mittlere Männchen ist ein Kaiser-Paradiesvogel, darunter ein Kleiner Paradiesvogel

Zügel, Stirn, Bartstreif, Kinn, Kehle und Vorderbrust des Männchens sind dunkel dunkelgrün gefiedert und irisieren ölig-glänzend sehr stark. Bei bestimmtem Lichteinfall können Partien insbesondere im Schnabelbereich samtschwarz wirken, andere Partien des Kopfbereiches dagegen gelblich-grün. Der übrige Kopf, der Nacken sowie der Mantels sind dagegen schwefelgelb. Die Basis der Federn ist dagegen rotbraun, was im Bereich des Mantels gelegentlich auszumachen ist. Der untere Rückenbereich, der Bürzel und die Oberseite des Schwanz sowie die Flügeldecken sind dunkel sepiabraun. Das mittlere Steuerfederpaar ist drahtartig verlängert.
Das Dunkelgrün der Vorderbrust geht im unteren Brustbereich in ein dunkles Kastanienbraun über. Der Bauch und der Bürzel sind graubraun, die Schenkel und die Unterschwanzdecken sind umbrafarben. Die stark verlängerten Flankenfedern sind im basalen Bereich blass orangegelb und gehen dann in ein Weiß über. Die Flankenfedern werden zum Teil durch die verlängerten kastanienbraunen Federn der vorderen Brustseiten überdeckt.
Der Schnabel ist kalkig blaugrau, die Iris ist dunkel rotbraun, die Beine und Füße sind blass violettbraun.

### Weibchen
Zügel, Stirn, Bartstreif, Kinn, Kehle und Vorderbrust des Weibchens sind dunkel sepiafarben. Der übrige Kopf, der Nacken sowie der Mantels sind mattgelb. Die Basis der Federn dieser Körperbereiche ist dagegen sepiafarben, was deutlicher als beim Männchen auszumachen. Die übrige Körperoberseite ist sepiabraun. Der Sepiaton der Vorderbrust geht im unteren Brustbereich in ein Walnussbraun über. Die Schenkel und die Unterschwanzdecken sind sepiabraun.

### Subadulte
Jungvögel gleichen dem Weibchen. Subadulte Männchen haben ein weibchenähnliches Gefieder mit einzelnen Feder oder Körperpartien, die dem Gefieder des adulten Männchens entspricht. Mit zunehmenden Lebensalter nimmt der Anteil des Gefieders, das dem des adulten Männchens entspricht zu, bis sie letztlich nur noch einige wenige Federn zeigen, die dem weiblichen Gefieder entspricht.

## Stimme
Der Kaiser-Paradiesvogel hat ein Rufrepertoire, wie es für die Arten der Gattung Eigentliche Paradiesvögel charakteristisch ist. Ähnlichkeiten finden sich vor allem zu den Rufen des Raggi-Paradiesvogels und des Kleinen Paradiesvogels. Es ruft vor allem das Männchen.
Zu den häufiger vernehmbaren Rufen gehört eine Rufserie von sechs bis acht hoher Silben, die im Abstand von etwa 0,8 Sekunden erklingen. Sie werden lautmalerisch mit WHU, WHOW, WHOW, WHOW, WHOW, WHOW umschrieben. Das Männchen sitzt dabei in aufrechter Pose mit angehobenen Kopf und geschlossenen Flügeln. Eine weitere, weithin vernehmbare Rufserie aus gewöhnlich fünf Silben wird etwas schneller gerufen: Das Wuk wau wau wau wau erklingt in einem Abstand von 0,6 Sekunden. Es erklingt häufig im Duett mit einem weiteren, in der Nähe befindlichem Männchen. An den Balzplätzen lassen sich auch ein explosionsartiges Pop hören, dass mit dem Klang explodierender Knallkörper verglichen wird.

## Verbreitungsgebiet und Lebensraum
Der Kaiser-Paradiesvogel kommt ausschließlich im Nordosten Neuguineas auf der sogenannten Huon-Halbinsel vor. Er kommt dort im Bereich des Saruwaged-Gebirges, des Finisterre-Gebirges sowie den Gebirgszügen von Rawlinson und Cromwell vor. Seine Höhenverbreitung reicht von 450 bis 1500 Höhenmetern, der Verbreitungsschwerpunkt liegt allerdings zwischen 670 und 1350 Höhenmetern. In der Region kommen mit Raggi-Paradiesvogel, Blaubrust-Paradieselster, Kleinem Paradiesvogel und Wahnesparadiesvogel mehrere Arten aus der Familie der Paradiesvögel vor.
Im Osten verdrängt der Raggi-Paradiesvogel den Kaiser-Paradiesvogel insbesondere in den niedrigeren Höhenlagen. Gleiches geschieht im Westen des Verbreitungsgebietes.
Der Lebensraum des Kaiser-Paradiesvogels sind vor allem Wälder der Vorgebirge. Er besiedelt aber auch Restbestände von Wäldern, die von Gärten und ähnlichen landwirtschaftlich genutzten Flächen umgebend sind.

## Lebensweise
Kaiser-Paradiesvögel halten sich bevorzugt im mittleren Baumkronenbereich auf. Vor allem adulte Weibchen sind häufig zu zweit oder in kleinen Trupps zu beobachten, die Männchen dagegen sind einzelgängerisch. Die Art gilt als vergleichsweise wenig scheu und einfach zu beobachten. Während der Nahrungssuche sind sie gelegentlich auch mit anderen Arten vergesellschaftet: Sie wurden bereits gemeinsam mit Raggi-Paradiesvögeln und Prachtparadiesvögeln sowie mit Zosterops-Arten aus der Familie der Brillenvögel.
Kaiser-Paradiesvögel fressen überwiegend Früchte, zu ihrem Nahrungsspektrum gehören jedoch auch Gliederfüßer.

## Fortpflanzung
Die Männchen sind polygyn, das heißt, sie paaren sich mit einer möglichst großen Anzahl von Weibchen. Die Partner gehen nach der Paarung keine eheähnliche Gemeinschaft ein, sondern trennen sich danach sofort wieder. Die Weibchen bauen alleine das Nest und ziehen alleine den Nachwuchs groß.
Die Balz ist bislang nur wenige Male in freier Wildbahn beobachtet worden. Sowohl diese Freilandbeobachtungen als auch die Gefangenschaftsbeobachtungen legen nahe, dass die Männchen gemeinsam an einem sogenannten Leks balzen (sogenannte Gruppenbalz). Bei den Beobachtungen an freilegenden Vögeln balzten zwischen 3 und 6 Männchen gemeinsam. Am häufigsten und intensivsten balzten die Männchen in den Nachmittagsstunden. Die Balz findet hoch oben in den Bäumen statt, sie kommen maximal auf eine Höhe von drei bis sechs Meter über dem Erdboden herab. Die Männchen zeigten eine Präferenz für bestimmte Bäume, waren aber auf diese nicht begrenzten und nutzten auch benachbarte Bäume. Die Männchen balzen jeweils auf individuellen Ansitzwarten, die Balzhandlungen sind häufig synchronisiert. Wie bei den meisten polygynen Paradiesvögeln besteht die Balz aus mehreren Elementen, bei denen die Männchen unter anderem ihre verlängerten Flankenfedern und das verlängerte mittlere Steuerfederpaar präsentieren. Eingeleitet wird die Balz durch zunehmend lautere Rufe und ein Hin- und Her-Hüpfen zwischen einzelnen Ästen. Dabei sind die Flügel geschlossen und der Kopf und Hals nach oben gestreckt, so dass das grüne Kehlgefieder präsentiert wird. Dies geht dann in eine Balzphase über, bei dem die Flügel schnell geöffnet und geschlossen werden. Sie sitzen dann für einige Momente still und hängen sich dann kopfüber mit weitgespreizten Flankenfedern an einen der Äste. Diese Haltung nehmen sie ein, indem sie sich entweder nach vorne oder nach hinten koppen lassen. Mitunter nähert sich in dieser Phase ein Weibchen und lässt sich so auf dem Ast nieder, dass sie direkt über dem kopfüber hängenden Männchen sitzt.
In der Nähe des Sattelbergs balzen Kaiser-Paradiesvögel am intensivsten im Zeitraum von Januar bis Anfang März. In der Region von Boana, Papua-Neuguinea wurde dagegen eine vermehrte Balzaktivität vor allem in den Monaten Juli bis August beobachtet.

## Kaiser-Paradiesvogel und Mensch

### Sammler
Das Typusexemplar wurde im Januar 1888 am Sattelberg von dem deutschen Kolonialbeamten, Ornithologen und Pflanzensammler Carl Hunstein gesammelt. Hunstein, der zwei Monate später bei einem von einem Vulkanausbruch ausgelösten Tsunami starb, entdeckte mehrere Paradiesvogelarten, darunter neben dem Kaiser-Paradiesvogel auch den nach dem deutschen Naturwissenschaftler Adolf Bernhard Meyer benannten Schmalschwanz-Sichelhopf (Epimachus meyeri), die Stephanie-Paradieselster (Astrapia stephaniae) und den Blauparadiesvogel (Paradisaea rudolphi).

### Dedikationsname
Das Artepitheton des Kaiser-Paradiesvogels (Paradiesaea guilielmi) erinnert an den deutschen Kaiser Wilhelm II. Guilielmus ist die mittelalterliche, latinisierte Form von Wilhelm und Guilielmi ist ihr Genitiv, also „des Wilhelm“. Jean Louis Cabanis, der Erstbeschreiber und Direktor des Museums für Naturkunde in Berlin folgte dabei einer damals weit verbreiteten Sitte. Stephanie-Paradieselster, Viktoria-Paradiesvogel, Helena-Paradiesvogel und Carola-Paradiesvogel ehren ebenfalls Vertretern europäischer Fürstenhäuser. Bei Arten wie Blauparadiesvogel (Parasidornis rudolphi) und Wimpelträger (Pteridophora alberti) ist dies ähnlich wie beim Kaiser-Paradiesvogel nur am Artepitheton erkennbar.

### Haltung in Menschenobhut
Kaiser-Paradiesvögel sind im Taronga Zoo, Sydney gehalten worden. Die detaillierteren Kenntnisse über das Balzverhalten der Männchen stammt aus diesem Zoo sowie den
Haltungen im Baiyer River Sanctuary.

## Trivia
Der Ornithologe Helmuth Otto Wagner beschrieb 1938 im 86. Band des Journals für Ornithologie, dass er bei zwei im Taronga Zoo, Sydney gehaltenen Männchen des Kaiser-Paradiesvogels eine synchronisierte Balz beobachtet habe. Der Bericht wurde vom Redakteur der Fachzeitschrift mit dem Hinweis versehen, dass 1924 der deutsche Kolonialoffizier Hermann Detzner davon berichtet habe, dass er in Neuguinea fünf oder sechs Männchen des Kaiser-Paradiesvogels sah, die nebeneinander kopfüber von einem Ast hingen. Diese Haltung hätten sie eingenommen, indem sie sich langsam hätten nach hinten fallen ließen. Die Beobachtung hielt bereits 1924 der deutschen Ornithologen Erwin Stresemann für so bizarr, dass er sie stark bezweifelte. Ähnliche Zweifel äußerten die US-amerikanische Ornithologe Ernst Mayr und Ernest Thomas Gilliard im Jahre 1931 und 1969. Der Ornithologe Robert D. W. Draffan konnte dagegen 1978 die Beobachtung bestätigen.

## Einzelbelege
1. ↑   Handbook of the Birds of the World zum Kaiser-Paradiesvogel, aufgerufen am 10. Oktober 2017
2. 1 2   Frith & Beehler: The Birds of Paradise - Paradisaeidae. S. 482.
3. 1 2 3 4 5 6 7   Frith & Beehler: The Birds of Paradise - Paradisaeidae. S. 483.
4. 1 2 3   Frith & Beehler: The Birds of Paradise - Paradisaeidae. S. 484.
5. 1 2 3   Frith & Beehler: The Birds of Paradise – Paradisaeidae. S. 485.
6. ↑   Frith & Beehler: The Birds of Paradise – Paradisaeidae. S. 486.
7. ↑   Frith & Beehler: The Birds of Paradise – Paradisaeidae. S. 487.
8. ↑   Frith & Beehler: The Birds of Paradise – Paradisaeidae. S. 488.
9. ↑   H. O. Wagner: Beobachtungen über die Balz des Paradiesvogels Paradisaea guilielmi, Journal für Ornithologie, Band 86, S. 550–553.
10. ↑   R. D. W. Draffan: Group display of the Emporen of Germany Bird-of-paradise Paradisaea guilielmi in the wild. Emu, Band 78, 1978, S. 157 - S. 159